# Казаско
Казаско (итал. Casasco) — коммуна в Италии, располагается в регионе Пьемонт, в провинции Алессандрия.
Население составляет 137 человек (2008 г.), плотность населения составляет 15 чел./км². Занимает площадь 9 км². Почтовый индекс — 15050. Телефонный код — 0131.
Покровительницей коммуны почитается Пресвятая Богородица, празднование 16 июля. Также особо празднуется Рождество Пресвятой Богородицы.

## Демография
Динамика населения:

## Администрация коммуны
- Официальный сайт: